# Ксандер Заяс
Ксандер Яроб Заяс Кастро (нар. 5 вересня 2002) — пуерториканський боксер-професіонал. Чемпіон світу у першій середній вазі по версії WBO (2025– н.ч.), у аматорській кар'єрі з 2007 по 2018 роки він провів понад 130 поєдинків, вигравши одинадцять турнірів національних чемпіонатів, включаючи молодіжний національний чемпіонат США 2018 року.

## Аматорська кар'єра
Заяс почав займатися боксом, коли жив у районі Кантера в Сан-Хуані, Пуерто-Ріко, у 2007 році коли матір відвела його в спортзал щоб він навчився захищатися від хуліганів. Після перемоги у своєму першому аматорському бою у віці шести років його кар'єра пішла вгору, виграв 20 поєдинків поспіль. Заяс роками домінував у молодіжних турнірах, п'ять разів вигравав національний титул Пуерто-Ріко у своїй ваговій категорії. Здобувши свій третій титул у віці десяти років він вирішив що це буде його професія.